# 費瑟斯通鎮區 (明尼蘇達州古德休縣)
費瑟斯通鎮區（英語：Featherstone Township）是位於美國明尼蘇達州古德休縣的一個行政鎮區。

## 地方資料
費瑟斯通鎮區的面積為92.84平方千米，當中陸地面積為92.75平方千米，而水域面積為0.09平方千米。根據2020年美國人口普查的數據，當地共有人口745人，而人口密度為每平方千米8.02人。